# Bab El Assa (distrito)
Bab El Assa é um distrito localizado na província de Tremecém, no noroeste da Argélia. Em 2008, sua população era de 22 416 habitantes.